# Linantha
Linantha is een geslacht van neteldieren uit de familie van de Linuchidae.

## Soort
- Linantha lunulata Haeckel, 1880